# Вајт Дир (Тексас)
Вајт Дир (енгл. White Deer) град је у америчкој савезној држави Тексас. По попису становништва из 2010. у њему је живело 1.000 становника.

## Демографија
Према попису становништва из 2010. у граду је живело 1.000 становника, што је 60 (5,7%) становника мање него 2000. године.
| Група             | 2000.       | 2010.       |
| Белци             | 990 (93,4%) | 901 (90,1%) |
| Афроамериканци    | 0 (0,0%)    | 1 (0,1%)    |
| Азијати           | 0 (0,0%)    | 1 (0,1%)    |
| Хиспаноамериканци | 56 (5,3%)   | 66 (6,6%)   |
| Укупно            | 1.060       | 1.000       |